# 霍爾斯沃德呂爾

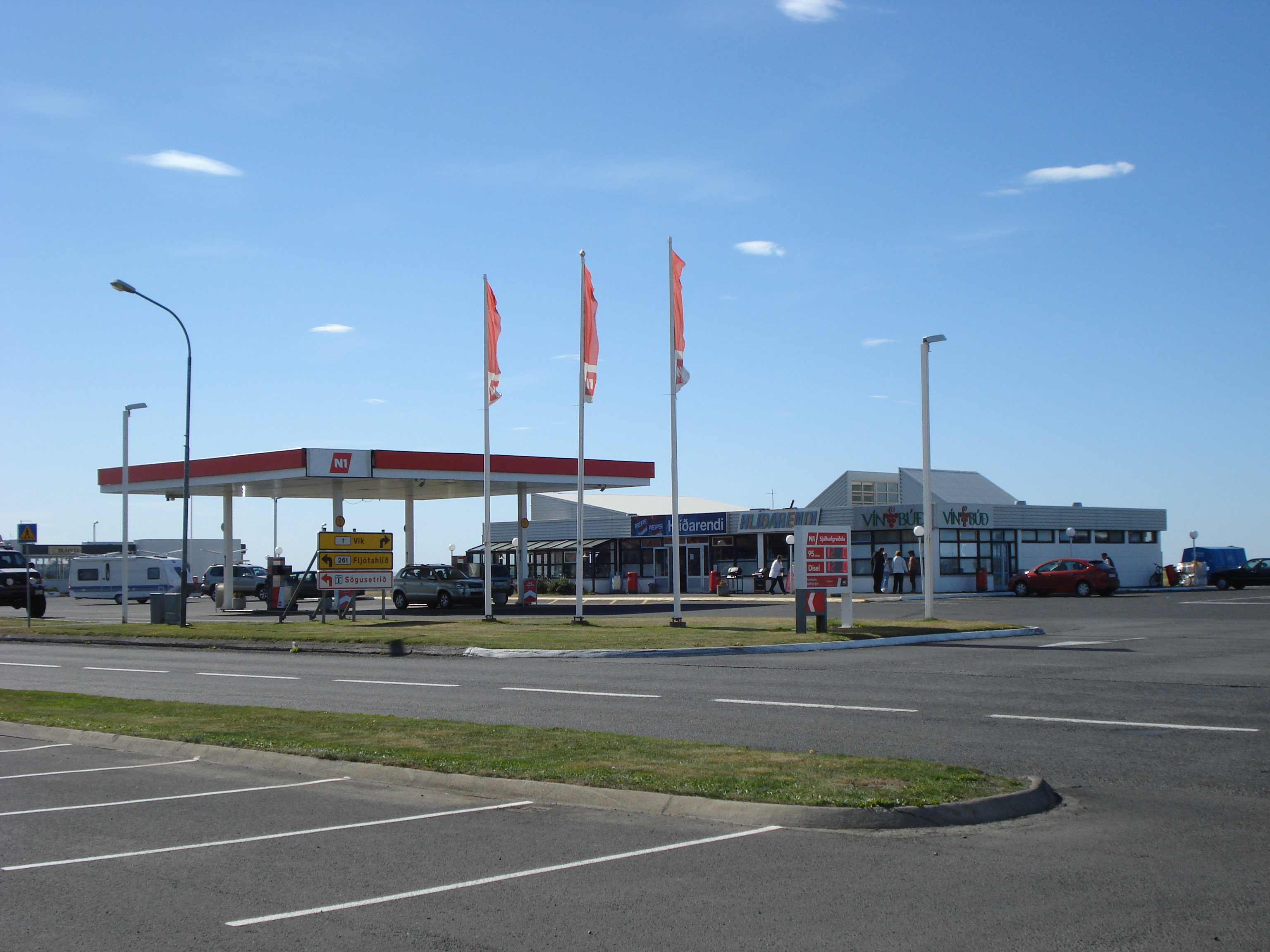
霍尔斯沃德吕尔加油站

霍爾斯沃德呂爾是冰島南部區东朗高尔辛市镇的城鎮，位於該國西南部，始建於1930年，距離首都雷克雅未克106公里，主要經濟活動有旅遊業、輕工業、商業和服務業，2023年人口数量为1,108人。

## 外部連結
- Visit Hvolsvöllur （页面存档备份，存于） （冰岛语）